# Dendrobium acanthephippiiflorum
Dendrobium acanthephippiiflorum är en orkidéart som beskrevs av Johannes Jacobus Smith. Dendrobium acanthephippiiflorum ingår i släktet Dendrobium, och familjen orkidéer. Inga underarter finns listade i Catalogue of Life.